# Réflexions sur la guillotine
Réflexions sur la guillotine est un essai d'Albert Camus paru dans La Nouvelle Revue française (numéros 54 et 55) en juin et juillet 1957, dans lequel il dénonce la peine de mort. La même année, l'essai paraît avec un titre identique dans l'ouvrage Réflexions sur la peine capitale où il côtoie l'essai Réflexions sur la potence  d’Arthur Koestler ainsi que La Peine de mort en France de Jean Bloch-Michel.

## Contexte historique
Depuis ses débuts littéraires, Camus avait souhaité partager ses réflexions sur la problématique du châtiment ultime : L’Envers et l’endroit, écrit à l’âge de 22 ans, en garde la trace. À 44 ans, soit deux ans et demi avant son décès accidentel, Camus éprouva la nécessité d’exprimer de manière synthétique et virulente le dégoût physique, philosophique, humaniste que lui inspirait une peine née de la barbarie et justifiée par une pensée dévoyée . Comme le souligne Pierre de Boisdeffre, dans La Peste Camus avait évoqué déjà une scène d’exécution capitale par fusillade. Dans le roman, Jean Tarrou, voisin du docteur Rieux, se livre à un plaidoyer contre la peine de mort, « le plus abject des assassinats . »   
Marie Naudin, dans un article paru dans Revue d’histoire littéraire de la France en 1972, signale la parenté évidente entre cet ouvrage et Dernier jour d’un condamné de Victor Hugo : les arguments sur le caractère public prétendument dissuasif de la peine de mort, sa nature archaïque, les réactions de la foule, les circonstances sociales atténuantes, l’impact sur les familles etc. ne sauraient relever de la pure coïncidence.
Mark Orme replace le propos de Camus contre la peine de mort dans le cadre plus large de l’évolution de ses idées sur la justice. Celles-ci, qui reposent sur les notions de compassion et de sensibilité, s’aiguisèrent au contact de la misère, la sienne, puis celle de la Kabylie, alors qu’il avait 26 ans. Elles relèvent de l’empirisme et du pragmatisme plutôt que d’un idéalisme politique. Camus prend également conscience de tout le poids qu’exercent les forces extérieures – déterminisme social, oppression colonialiste, barbarie nazie, épuration à l’issue de la guerre, rébellion algérienne – sur les individus, sur leur sens de la justice, de la culpabilité et sur leur vision de la peine capitale. L’expérience des dictatures, notamment communistes, le convainc enfin que le mépris du droit atteint son degré ultime lorsqu'un État condamne à mort un individu pour maintenir sa domination. Orme rappelle qu’en 1958, un an après la publication de l’essai sur la guillotine, dans la préface de L’Envers et l’Endroit, Camus poursuit sa réflexion sur la notion du « juste » et sur le droit de se poser en modèle : « Peut-il vraiment prêcher la justice celui qui n’arrive même pas à la faire régner dans sa vie ? » .
Le penseur Thomas Merton se livre à une analyse chrétienne de Réflexions sur la guillotine, de la problématique de la peine capitale dans La Peste ainsi que du regard critique de Camus à l’égard de l’Église, favorable à la peine de mort.

## L’objet de l’essai

### Une anecdote fondatrice
L’essai s’ouvre par une anecdote que Camus racontera à nouveau, en changeant le nom du principal protagoniste, au chapitre 6 du Premier homme. Son père avait décidé d’assister à l’exécution publique du meurtrier de toute une famille. Il était parti avec la conviction d’une peine méritée, voire trop douce, pour revenir quelques heures plus tard à tel point écœuré du spectacle qu’il en eut des vomissements. «Peu avant la guerre de 1914, un assassin dont le crime était particulièrement révoltant (il avait massacré une famille de fermiers avec leurs enfants), fut condamné à mort en Algérie. Il s'agissait d'un ouvrier agricole qui avait tué dans une sorte de délire du sang, mais avait aggravé son cas en volant ses victimes. L'affaire eut un grand retentissement. On estima généralement que la décapitation était une peine trop douce pour un pareil monstre. » [...]  « Ma mère raconte seulement qu'il rentra en coup de vent, le visage bouleversé, refusa de parler, s'étendit un moment sur le lit et se mit tout d'un coup à vomir. » [...] « quand la suprême justice donne seulement à vomir à l'honnête homme qu'elle est censée protéger il paraît difficile de soutenir qu'elle est destinée, comme ce devrait être sa fonction, à apporter plus de paix et d'ordre dans la cité. Il éclate au contraire qu'elle n'est pas moins révoltante que le crime et que ce nouveau meurtre, loin de réparer l'offense faite au corps social, ajoute une nouvelle souillure à la première ».

### L’objectif et la méthode de Camus
L’auteur explique que l’objet de son combat est l’abolition de la peine de mort dans une France qui reste, avec cette autre démocratie qu’est le Royaume-Uni et avec la dictature espagnole, le seul pays d’Europe occidentale à mettre à mort des condamnés.

Toutefois, il n’en parlera pas, contrairement à d’autres, de manière feutrée. Il veut écrire crûment sur ce qu’il considère comme une boucherie, sans user des euphémismes habituels. Dans la nouvelle Entre oui et non, il fait dire au narrateur : 

« Qu'on ne nous dise pas du condamné à mort : « Il va payer sa dette à la société », mais : « On va lui couper le cou». »

## Premier principe fondateur de la peine de mort: l’exemplarité

### La nécessité de l’exemple
La position des anti-abolitionnistes repose sur le concept d’exemplarité. De fait, seul l’exemple d’un châtiment terrible suscitant la crainte de la mort peut dissuader le crime.

« On sait que le grand argument des partisans de la peine de mort est l’exemplarité du châtiment. On ne coupe pas seulement les têtes pour punir leurs porteurs, mais pour intimider, par un exemple effrayant, ceux qui seraient tentés de les imiter. La société ne se venge pas, elle veut seulement prévenir. Elle brandit la tête pour que les candidats au meurtre y lisent leur avenir et reculent. »

### Le contre-argument de Camus

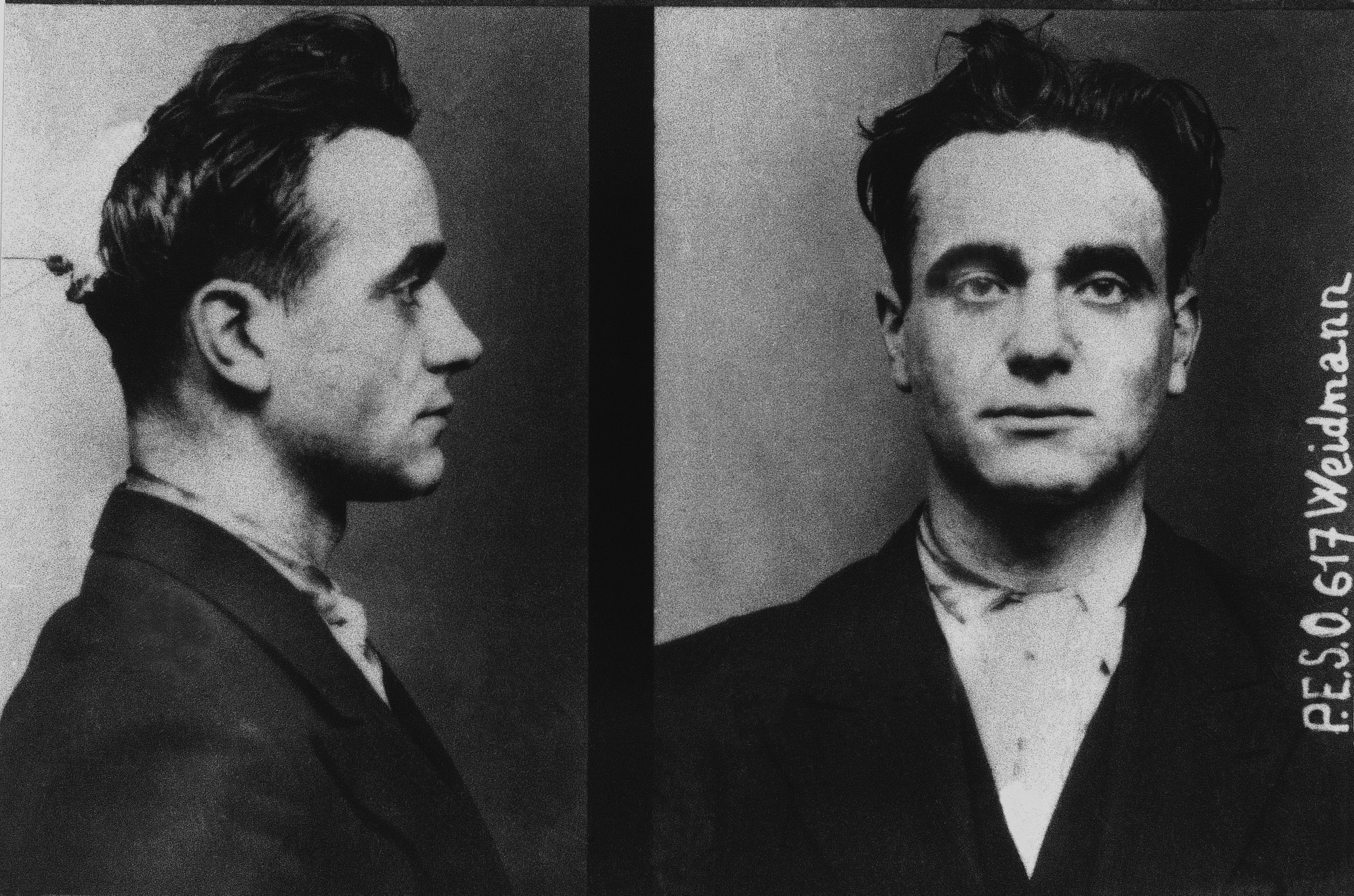
Photo anthropométrique d'Eugène Weidmann

À l’origine, une peine exemplaire reposait sur son caractère public : en faisant naître la terreur, le spectacle de la mise à mort prévenait le crime. Or, les exécutions ne sont plus publiques. Arguant qu’il importait de ne pas flatter les instincts sadiques, les autorités décidèrent en 1939 que les exécutions se dérouleraient à l’intérieur des prisons. Cette logique même d'exemple induit par le spectacle de l’exécution se trouve donc atteinte.
Mais surtout, pour Albert Camus, cette exemplarité souhaitée de la peine, au nom d'une sacralisation de la société, est dangereuse : « On tue pour une nation ou pour une classe divinisée. On tue encore pour une société future divinisée elle aussi. ».

## Second principe fondateur de la peine de mort: la dissuasion

### Les vertus de la crainte
La peine capitale, affirment ses défenseurs, est un frein à la criminalité : elle instille un tel effroi qu’elle a un effet dissuasif indéniable. Cette conviction a pour corollaire qu’une société qui abolirait la peine de mort subirait une augmentation sensible des délits et crimes.

### Les contre-arguments de Camus

#### La peine de mort n’a aucun effet sur les pires criminels
Camus s’appuie sur les statistiques publiées par Arthur Koestler dans Réflexions sur la potence. L’une d’elles date de 1886 et montre que 164 des 167 condamnés à mort de la prison de Bristol avaient été présents à au moins une exécution . Une autre, remontant au début du XXe siècle, révèle que sur 250 condamnés pendus pour divers délits, 170 avaient déjà assisté à des exécutions publiques.

### Peine de mort et limites de la justice
Albert Camus remarque que le bourreau était comme investi d'une fonction sacrée. Pour décider de la vie et de la mort d’un être humain, le juge devrait pouvoir se prévaloir d’une innocence parfaite, ce qui est impossible, aussi Camus soutient que « sans innocence absolue il n’est point de juge suprême. » Ces notions de responsabilité et de culpabilité feront chez lui l’objet d’une réflexion constante . Robert Badinter, dans sa préface à Albert Camus contre la peine de mort, cite Camus écrivant à Jean Grenier pour évoquer le dilemme philosophique qui le taraude : « Dans tout coupable il y a une part d’innocence. C’est ce qui rend révoltant toute condamnation à mort », ajoutant : « l’homme n’est pas innocent, et il n’est pas coupable. Comment sortir de là ? »

## Peine de mort et idéologie

### Peine de mort et nouvelle idéologie
Aujourd’hui, affirme Camus, les meurtres perpétrés par l’État sont bien plus nombreux que ceux commis par les individus, et les prisons se remplissent de condamnés politiques plus que de délinquants et de criminels. La peine de mort a été utilisée à des fins politiques dans une suite ininterrompue de représailles par le Stalinisme qui conduisait ses purges ; par le Nazisme qui exécutaient les Résistants ; pendant l’épuration d’après-guerre qui se vengeait d’un Robert Brasillach ; par les rebelles algériens aussi bien que par l’État français qui les condamne à mort.
Camus cite l’abolitionniste belge Adolphe Francart (1829-1908) : « La vie de l’homme cesse d’être sacrée lorsqu’on croit utile de le tuer », a fortiori à une si vaste échelle. Aussi, il est urgent d’abolir la peine capitale afin de réaffirmer la primauté de la personne sur le corps social, de mettre face à ses limites une société dont l’hybris la conduite à un dérèglement meurtrier.

## Les solutions

### Les principes d’action
Camus insiste : il n’y a chez lui nul sentimentalisme, pas d’idéalisme béat sur la nature humaine, ni croyance en un monde utopique où le mal n’existerait plus. Il s’agit au contraire de faire preuve de « pessimisme raisonné, de logique et de réalisme ». À l'été 1948, dans une réponse à Emmanuel d’Astier de la Vigerie, qui lui avait reproché d’être partisan de la non-violence, Camus explique que la violence est selon lui inévitable dans certaines circonstances, mais « qu’il faut refuser toute légitimation de la violence, que cette légitimation lui vienne d’une raison d’État absolue ou d’une philosophie totalitaire . » 
John Foley, dans Albert Camus and political violence, renvoie entre autres à la pièce Les Justes et au commentaire de Camus dans Carnets II (1947) . Il montre comment Camus articule les notions de crime politique, de culpabilité qui en découle, avec la punition qu’elle entraîne sous la forme soit d’une peine capitale, soit d’un suicide vécu comme peine de mort auto-infligée .

### Les propositions
Une alternative est pour Albert Camus de remplacer les exécutions par les travaux forcés ? À ceux qui s’élèveraient en disant que cette peine est plus inhumaine que la mort, il répond que l’argument ne tient pas, car alors pourquoi ne l’ont-ils pas proposée pour punir les crimes les plus graves ? Quant à ceux qui estiment qu’au contraire elle n’est pas assez rigoureuse, et bien, rétorque Camus, c’est qu’ils ont été tellement pervertis par les principes liberticides de la société actuelle qu’ils ne rendent même plus compte de ce que représente la privation de liberté. En tout état de cause, cette alternative à la peine de mort n’est pour Camus qu’un pis-aller. De fait, conclut-il : « Il n’y aura [pas] de paix durable tant que la mort ne sera pas mise hors la loi. »
À la suite de la parution du livre, Albert Camus intervint à plusieurs reprises jusqu’à son décès survenu le 4 janvier 1960 pour tenter de sauver des condamnés à mort politiques tant au Sud-Vietnam, qu’en Algérie, ou en Grèce. On ne connaît cependant pas de prise de position publique de l’auteur lors des 170 affaires de droit commun qui se sont conclues par une exécution capitale.
Lorsque le père d’une victime lui demanda en vue du procès qui s’ouvrit le 7 mai 1951 de désavouer l’assassin qui disait s’être inspiré du Meursault de l’Étranger pour tuer son fils, Camus lui répondit qu’il ne saurait prêter son concours à l’accusation, ayant sans aucun doute à l’esprit que le meurtrier risquait sa tête. Toutefois Camus reconnaît : « Rien ne me prouve hélas, que ce malheureux assassin n’a pas lu en effet les livres dont il parle et qu’ils n’ont pas agi sur lui dans le sens qu’il dit. Dans ce cas, si dur que cela soit pour moi, je serai coupable également. Cette pensée est pour moi infiniment plus douloureuse que je [ne] puis vous le dire ».
Robert Badinter rappelle la réponse que Camus fit en décembre 1957 à un journaliste qui l’interrogeait  sur l’effet qu’avait eu en France la publication de Réflexions sur la guillotine : « Eh bien, malheureusement, ça n’a ouvert aucun débat . »

## Édition récente
- Camus, Albert, Réflexions sur la guillotine, Paris, Gallimard Folioplus, 2008, 168 p. (ISBN 978-2-07-035733-8).

## Traduction en chinois
L'ouvrage, qui a fait l'objet d'une conférence coïncidant avec la journée mondiale contre la peine de mort le 12 septembre 2012 organisée par le Bureau français de Taipei a été traduit en chinois par Wu-Ken Shih, publié par Kunyung Wu, président de l’association taïwanaise des traducteurs de français. Il a connu un vif succès à Taïwan.